# Sytske van der Ster
Sytske van der Ster (Delft, 2 maart 1978) is een Nederlandse actrice en zangeres, die onder meer bekend is van haar rollen in De co-assistent, Levenslied en Heer & Meester.

## Biografie
Van der Ster werd geboren in Delft. In 2001 studeerde zij af aan de Kleinkunstacademie in Amsterdam. In 2002 speelde ze de rol van Moeder Sproet in de speelfilm Pietje Bell, een rol die ze in 2003 herhaalde in Pietje Bell 2: De Jacht op de Tsarenkroon. Ook speelde ze in theaterproducties als Foxtrot, Nijntje en de Efteling Sprookjesshow en had ze gastrollen in Rozengeur & Wodka Lime, Juliana en Boks. In 2007 leverde zij als zangeres een gastbijdrage aan het album Zwaluw 22 van Ton Snijders.
Van 2007 tot 2010 was Van der Ster te zien in de televisieserie De co-assistent op Net5, als Marjolein van der Bijl.
In 2009 en 2010 was ze te zien in de musical Pipo als Mamaloe. In 2010 speelde ze Agnes, de moeder van Bente, in de KRO-kinderserie VRijland en de rol van de moerasheks Gruwela in de film Foeksia de Miniheks. In 2011 was zij, in de rol van Lieke, te zien in de dramaserie Levenslied. In 2014 was zij voorts te zien in de televisiedetectiveserie Heer & Meester als officier van justitie Suze Geleijnse en in seizoen 2014/2015 speelde ze de hoofdrol in de musical Minoes.

## Privé
Van der Ster is getrouwd en heeft twee zoons.

## Filmografie (selectie)
- Pietje Bell (2002) - Moeder Sproet
- Pietje Bell 2: De Jacht op de Tsarenkroon (2003) - Moeder Sproet
- Armando (2004) - Eva
- Juliana, prinses van Oranje (2006) (1 aflevering) - voorzitster VVSL
- De co-assistent (2007-2010) - Marjolein van der Bijl
- Boks (2007) (aflevering De bekentenis) - Vesna Pisarovic
- De miljoenen vrouwen die ik zou kunnen krijgen (2007) - Vera
- Foeksia de Miniheks (2010) - moersasheks Gruwela
- VRijland (2010-2011) - Agnes
- Levenslied (2011-2013) - Lieke
- Flikken Maastricht (2011) (aflevering Wie zaait...) - Ineke Dubois
- Kasteel Amerongen (2011) - Ans Heiden
- De Magische Wereld van Pardoes (2011) - Hofdame
- Prosopagnosia (2011) - Julia
- Cop vs Killer (2012) - Julia
- Het meisje aan de overkant (2013) - Isa
- Voor je de grond raakt (2014) - Judith
- Heer & Meester (2014, 2016) - Suze Geleijnse, officier van justitie
- Rabarber (2014) - Margreet
- Bar Gezellig (2014) - Helene Janssen
- In jouw naam (2014) - Petra
- Het cadeau (2015) - Alice
- Crossing Lines (2015) (aflevering Executioner) - Johanna Nocek
- Botanica (2017) - Anja
- De Spa (2017) (3 afleveringen) - Laura Hogedoorn
- Zuidas (2018) (1 aflevering) - Elise
- De Inspirator (2018) - Judith van Baren
- De Blauwe Maagd  (2018) - Nathalie
- Bloody Marie (2019) - Lisa
- Nesteltherapie (2019)
- De piraten van hiernaast (2020) - buurvrouw Daandels
- Vriend of vijand? (Das Glaszimmer) (2020) - Anna (stem)
- Flora en de fantastische eekhoorn - Phyllis Buckman (stem)
- BuZa (2021) - Joekenel Brinkhuizen
- Peperbollen (seizoen 17, afl. 9) (2021) - Merle Lenze (stem)
- De piraten van hiernaast: De ninja's van de overkant (2022) - buurvrouw Daandels
- Peperbollen (seizoen 18, afl. 5) (2022) - Sonja (stem)
- Flikken Maastricht (aflevering Schutters - seizoen 17, afl. 3) (2022) - Nicolette
- A Small Light (2023) - Laura Kugler
- De Jacht op Meral Ö (2024) - Schoolhoofd